# Lobophyllia agaricia
Lobophyllia agaricia is een rifkoralensoort uit de familie Lobophylliidae. De wetenschappelijke naam van de soort is, als Symphillia agarica, voor het eerst geldig gepubliceerd in 1849 door Henri Milne-Edwards & Jules Haime.